# ジョン・リリー
ジョン・リリー（John Lyly、1554年 - 1606年）は、エリザベス朝イングランドの作家、戯曲家。大学才人の最年長者。
オックスフォード大学を卒業した大学才人。散文の教訓物語『ユーフュイーズ』（Euphues）によって名声を博した。この作品で用いられた比喩や典故、頭韻を駆使した装飾的な文体は「ユーフュイズム」（euphuism）という言葉を生み出し、当時は典雅の極みとたたえられ、今日では美文の代名詞となっている。生涯に7篇の喜劇を書き、主に台詞回しの面で初期のシェイクスピア作品に影響を与えたとされる。また『ガラシーア』は内容や展開がシェイクスピアの『夏の夜の夢』に通じるといわれる。
彼は上流人士のあいだでの生活を愛し、作品もすべて上流社会に受け入れられることを求めて書き、実際に目的を達した。宮廷での栄達を望んで各方面に運動したが、こちらは一生成らなかった。

## 作品
- 『ユーフュイーズ』（散文小説、正編1578年、続編1580年）
- 『カンパスピ』（1584年）
- 『サフォーとフェイオー』（1584年）
- 『月の男エンディミオン』（1591年）
- 『マイダス王』（1592年）
- 『ガラシーア』（1592年）
- 『占いおばさんボンビー』（1594年）
- 『月の女』（1597年）
- 『愛の変身』（1601年）